# Samenhaar

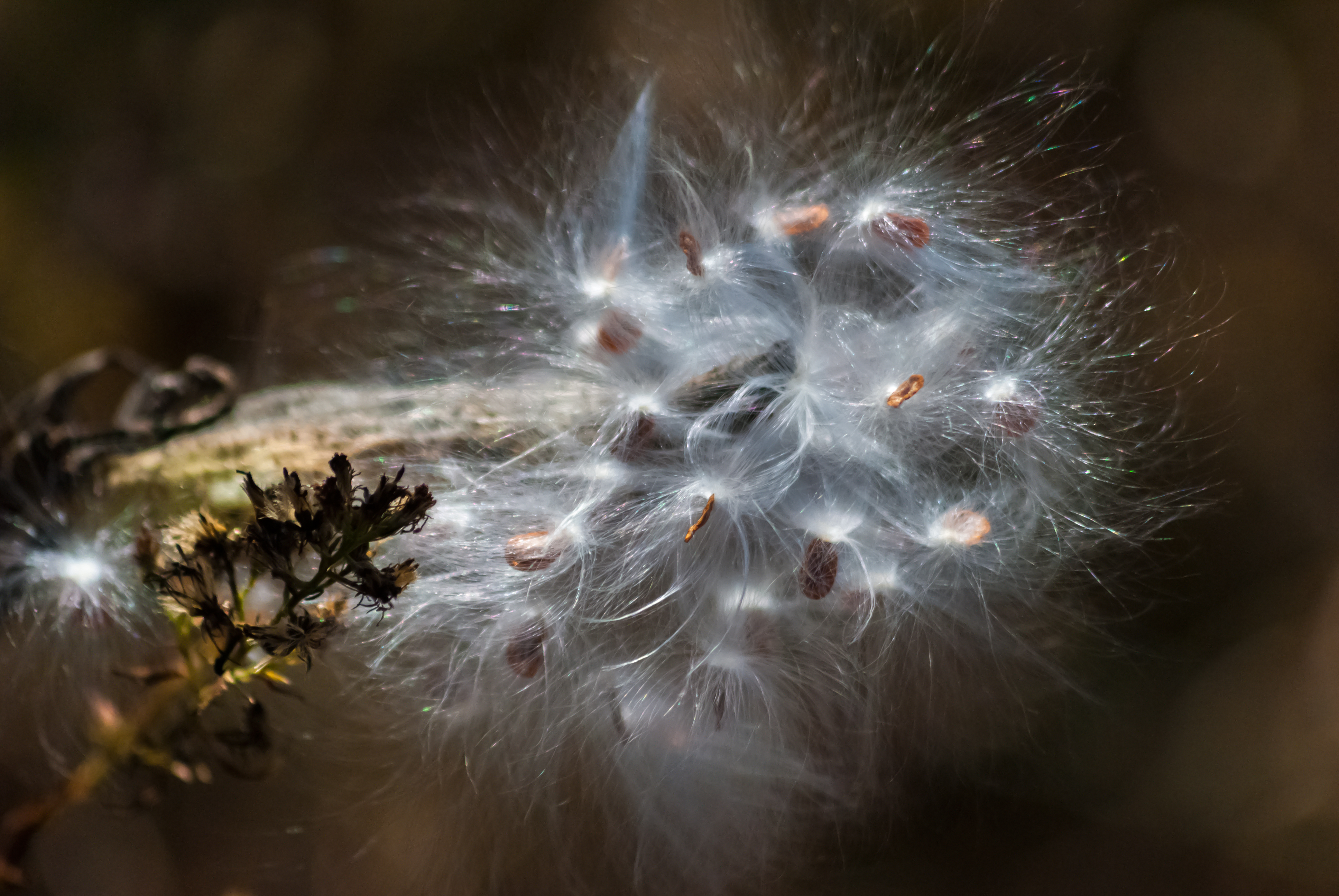
Asclepias-Samen mit Samenhaaren

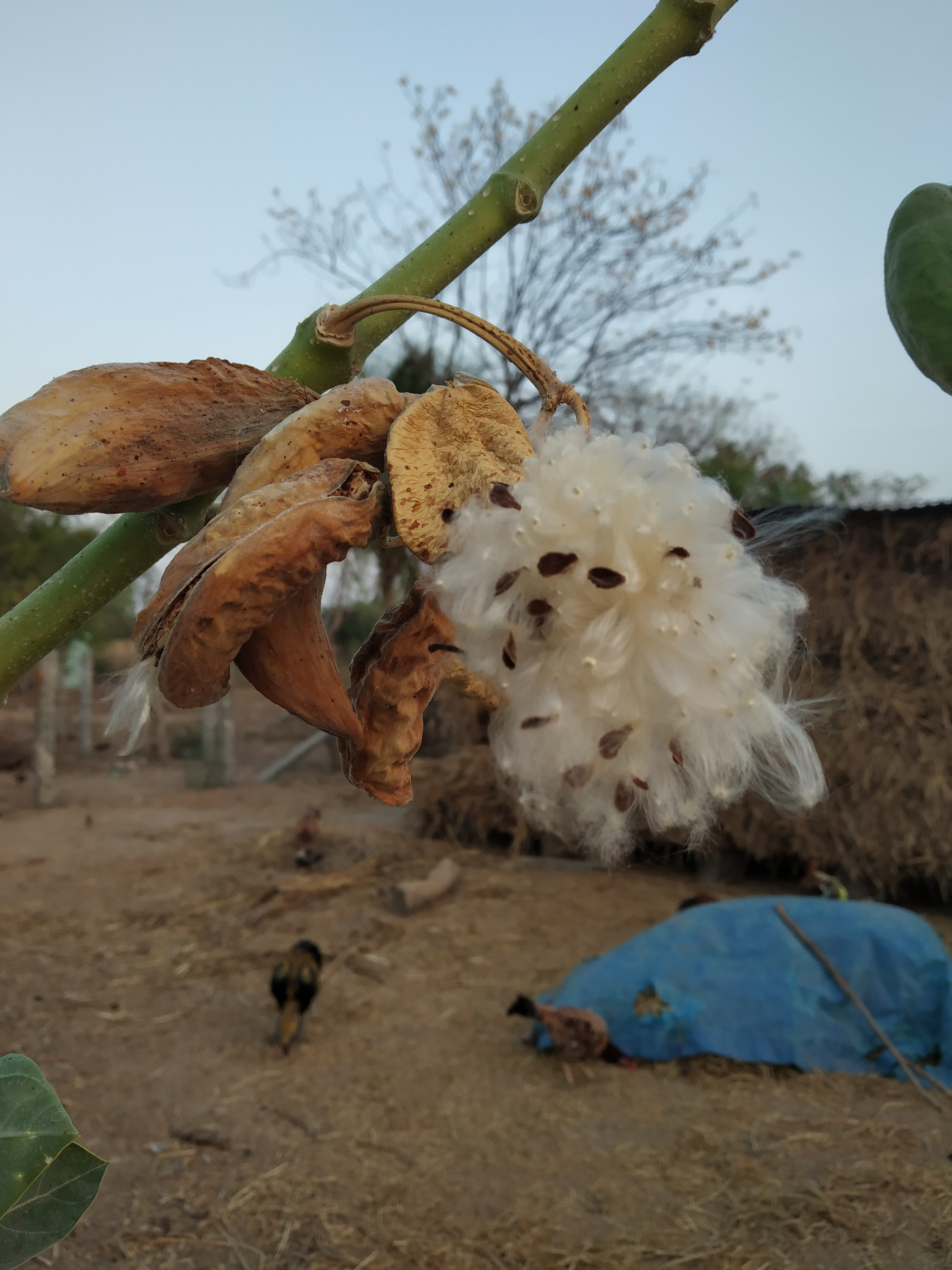
Samen von Calotropis gigantea

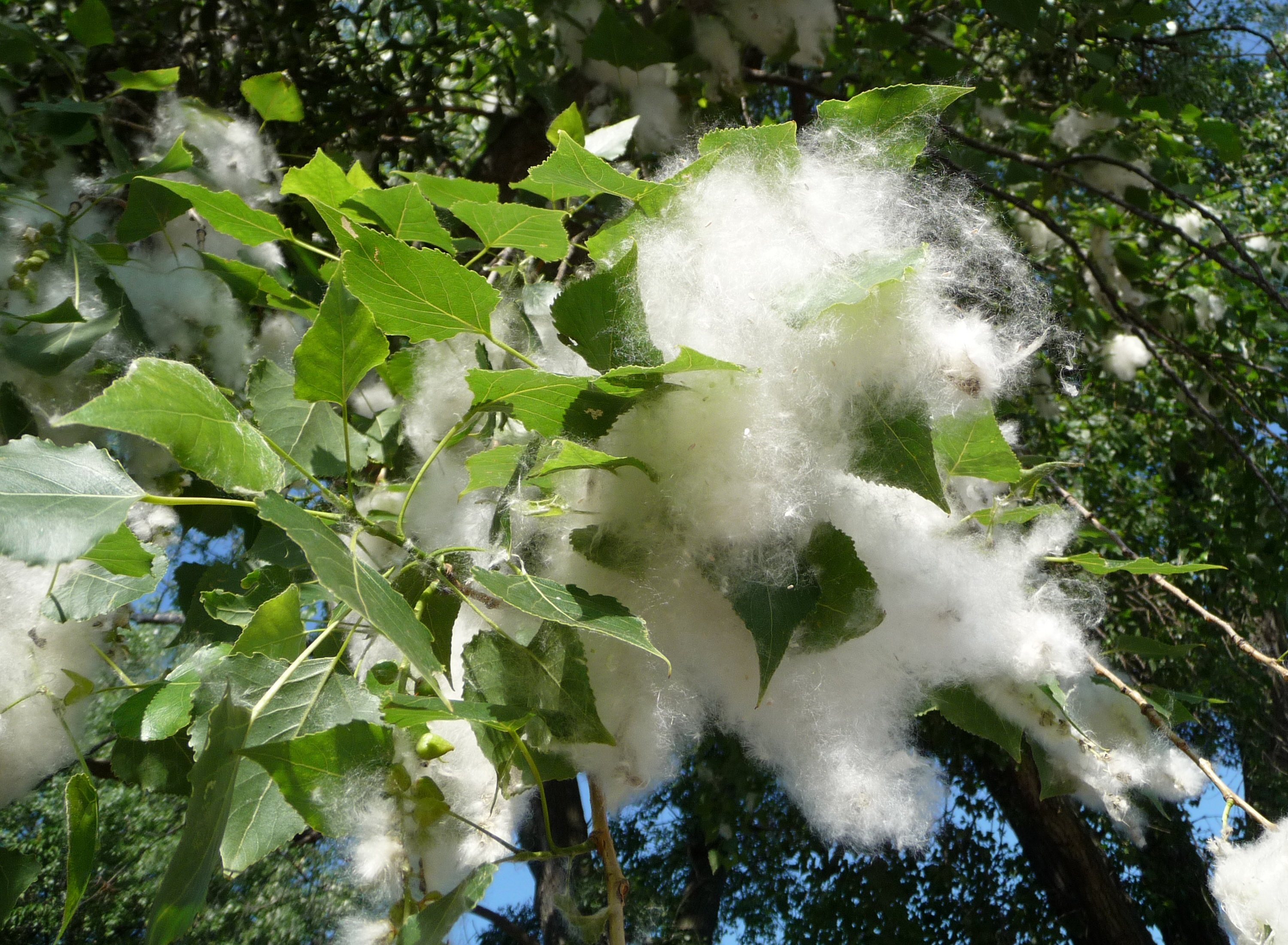
Pappelsamen mit Pappelflaum

Als Samenhaare werden Trichome bezeichnet, die sich aus Epidermiszellen von Pflanzensamen bilden. Zu den wohl bekanntesten Samenhaaren zählen die  Baumwollfasern und die Kapokfasern.
Samenhaare haben die Funktion, den Samen über große Strecken mit dem Wind auszubreiten (Anemochorie). Auch können sie dazu dienen, die Samen schwimmfähig zu machen (Hydrochorie), oder sie können Haken ausbilden, damit die Samen anhaften können (Epichorie).
Fachsprachlich werden Samenhaare bzw. ein Samenschopf auch als Coma bezeichnet.
Nicht zu den Samenhaaren zählt der Pappus der Korbblütler, weil dieser aus den Kelchblättern gebildet wird und dem Perikarp anhaftet. Bei den Achänen der Platanen und Rohrkolben ist ein beständiger Griffel und ein basaler oder gestielter Haarschopf vorhanden, allerdings ist dieser aus dem Perianth oder Schuppen bzw. aus dem Perigon entstanden und daher ebenfalls von Samenhaaren abzugrenzen.

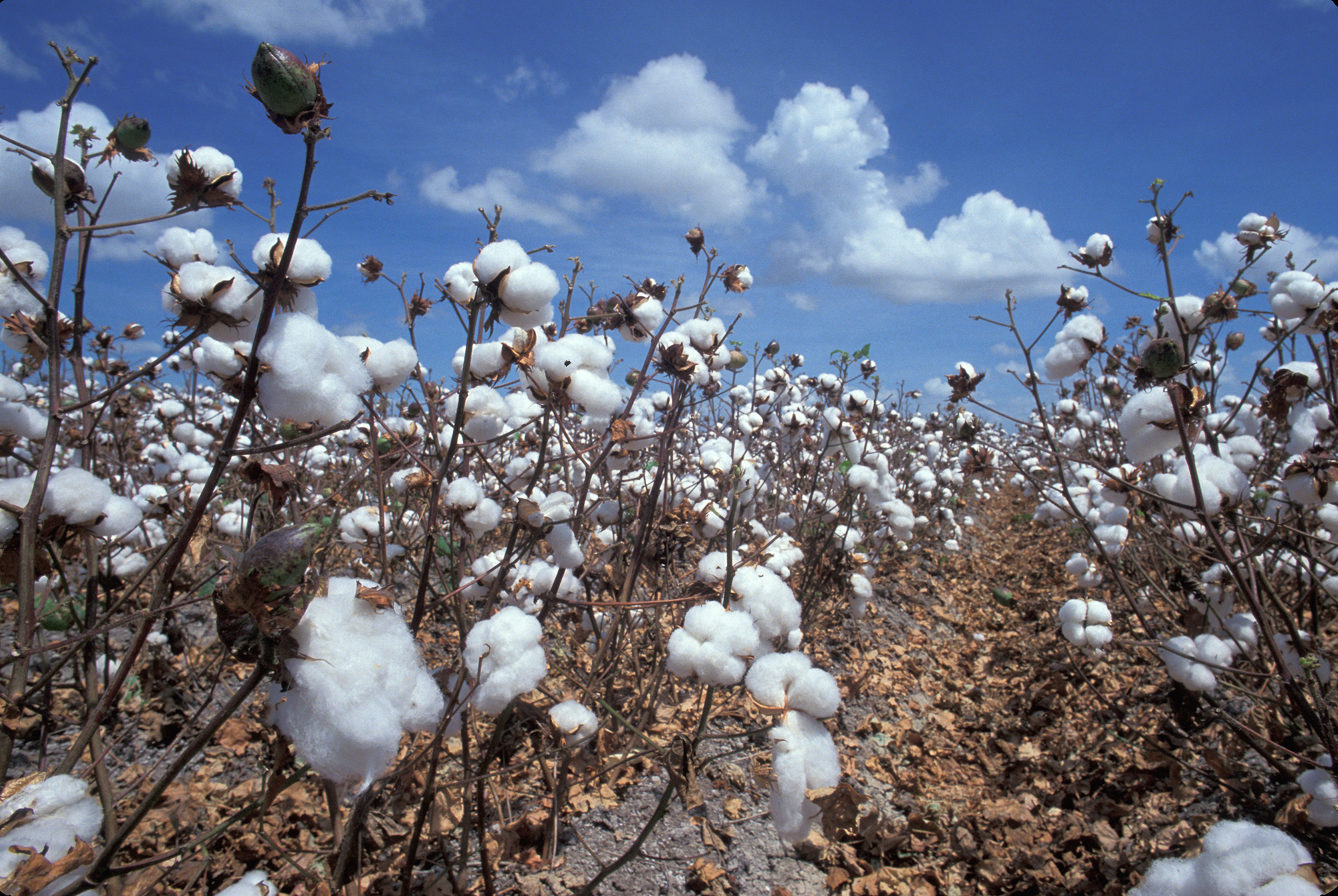
Feld mit reifer Baumwolle
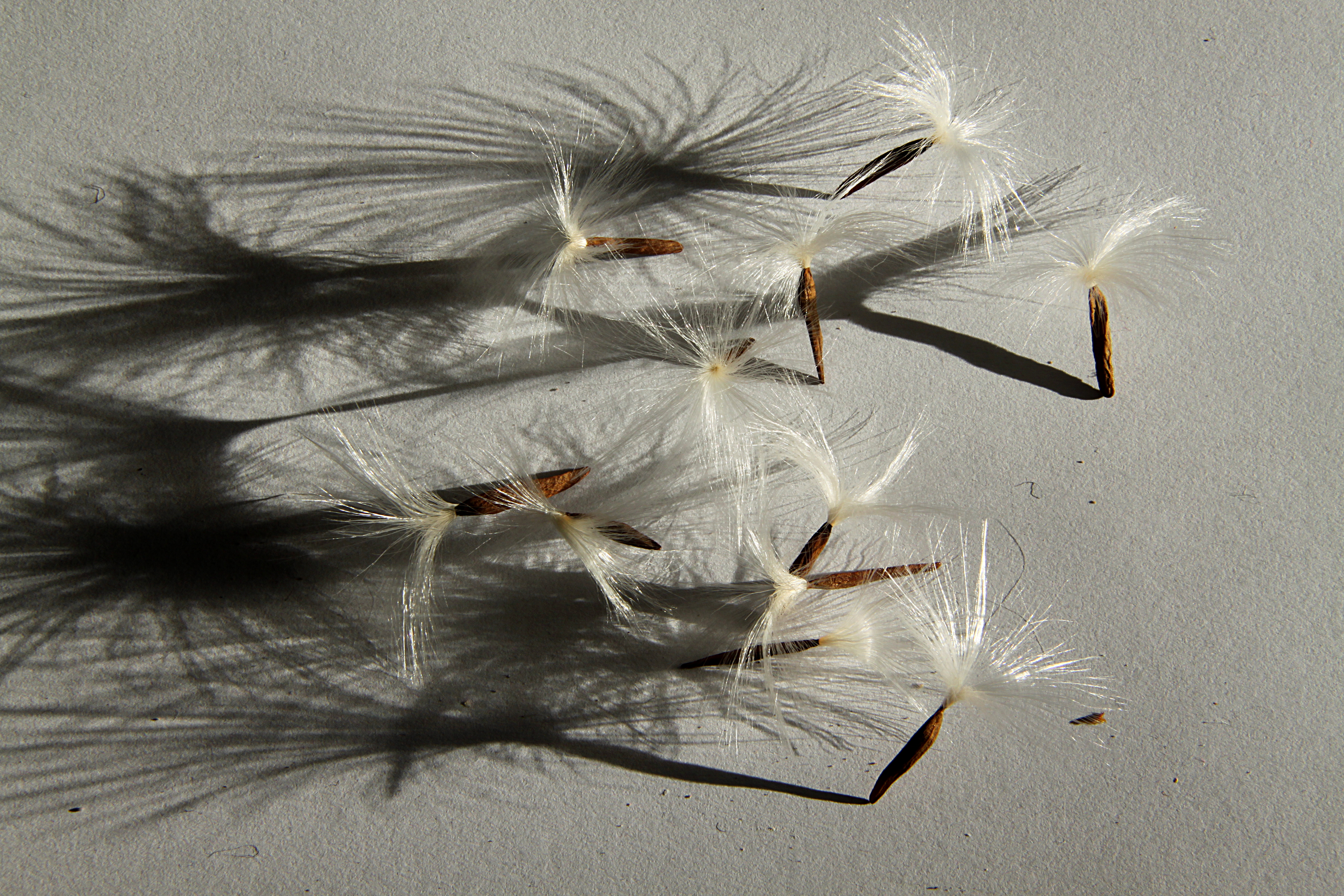
Samenhaare, Haarschopf, an der Spitze bei den Samen des Sternjasmins
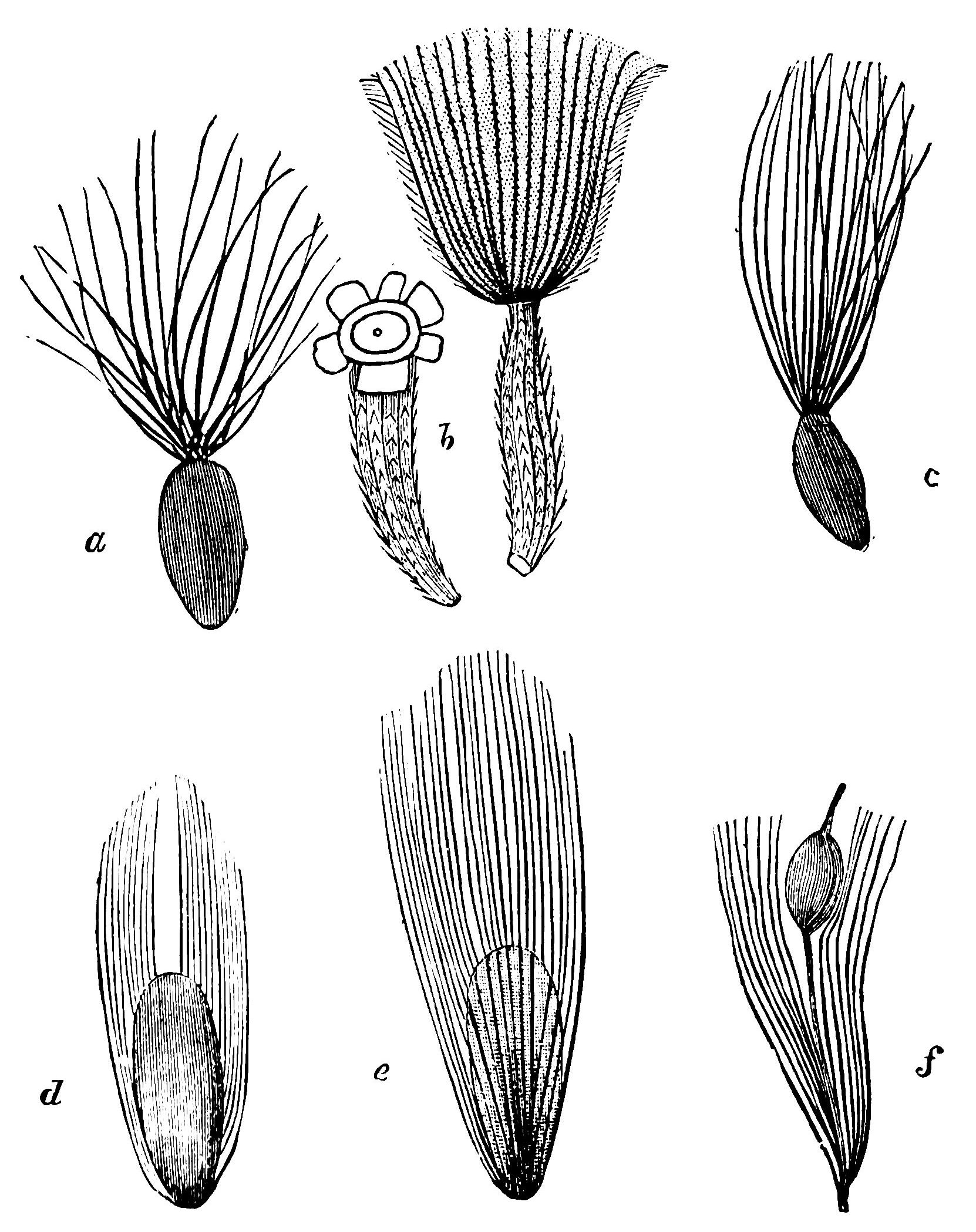
Verschiedene Samen mit Behaarung: a. Epilobium (Samenhaare) b. Ungleiche Pappus bei Thrincia hirta c. Tamarix (Samenhaare) d. Salix (Samenhaare) e. Eriophorum (Haare vom Perianth; kein Pappus, keine Samenhaare) f. Typha (Haarschopf vom Perigon; kein Pappus, keine Samenhaare)
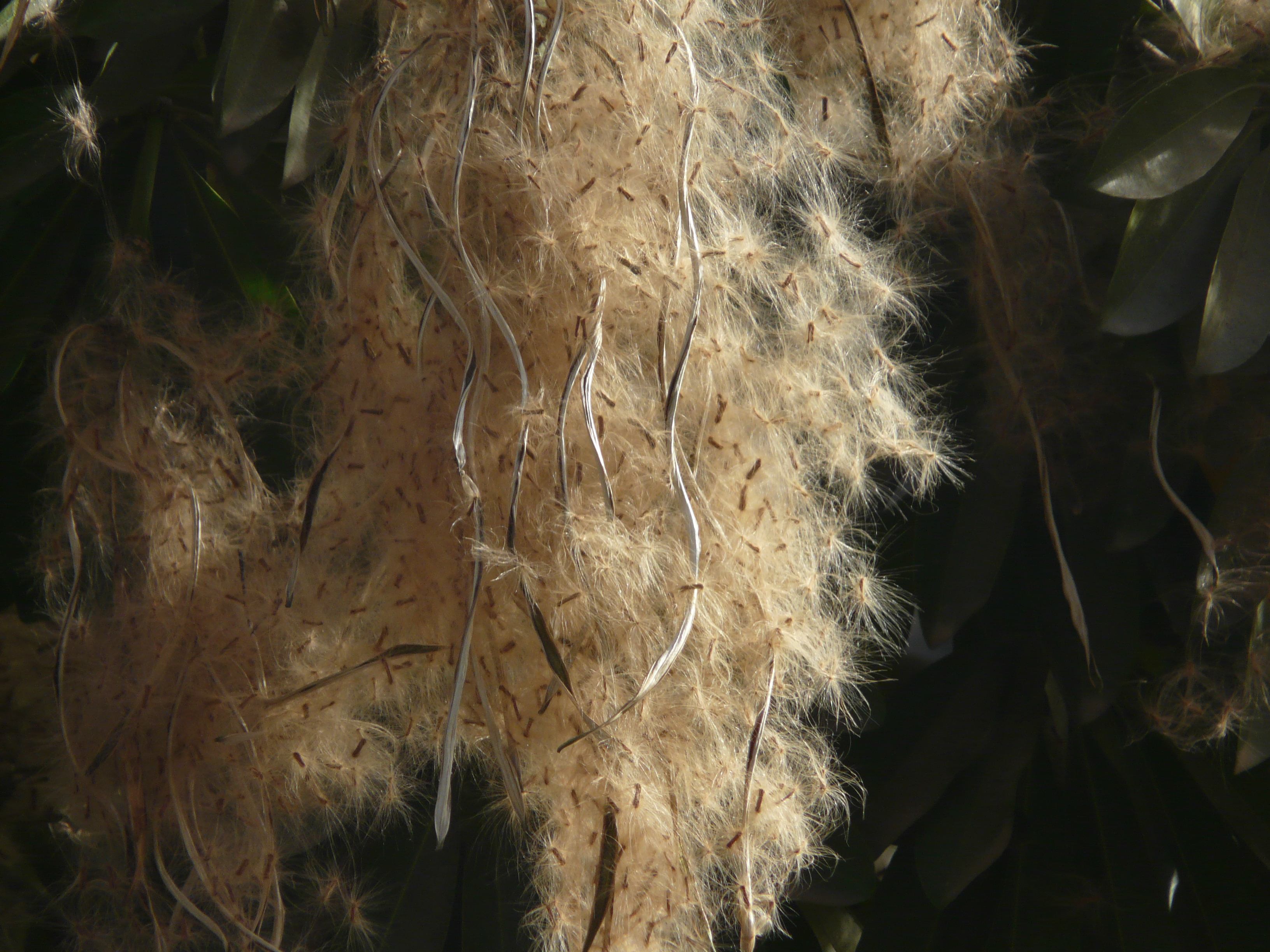
Samen von Alstonia scholaris mit doppeltem, beidseitigem Haarschopf
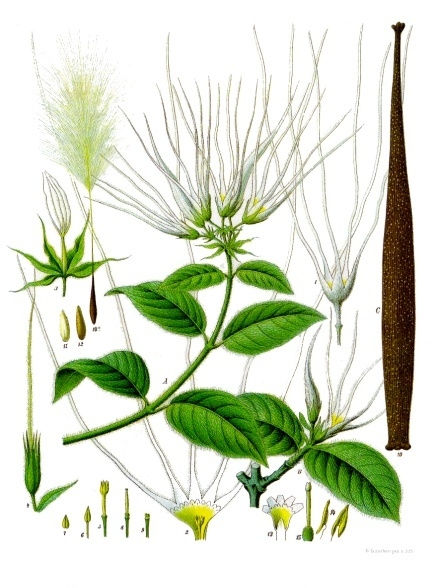
Samen von Strophanthus hispidus mit Samenhaaren, Haarkrone auf einem „Träger“, Granne; Nr. 10a (links oben)
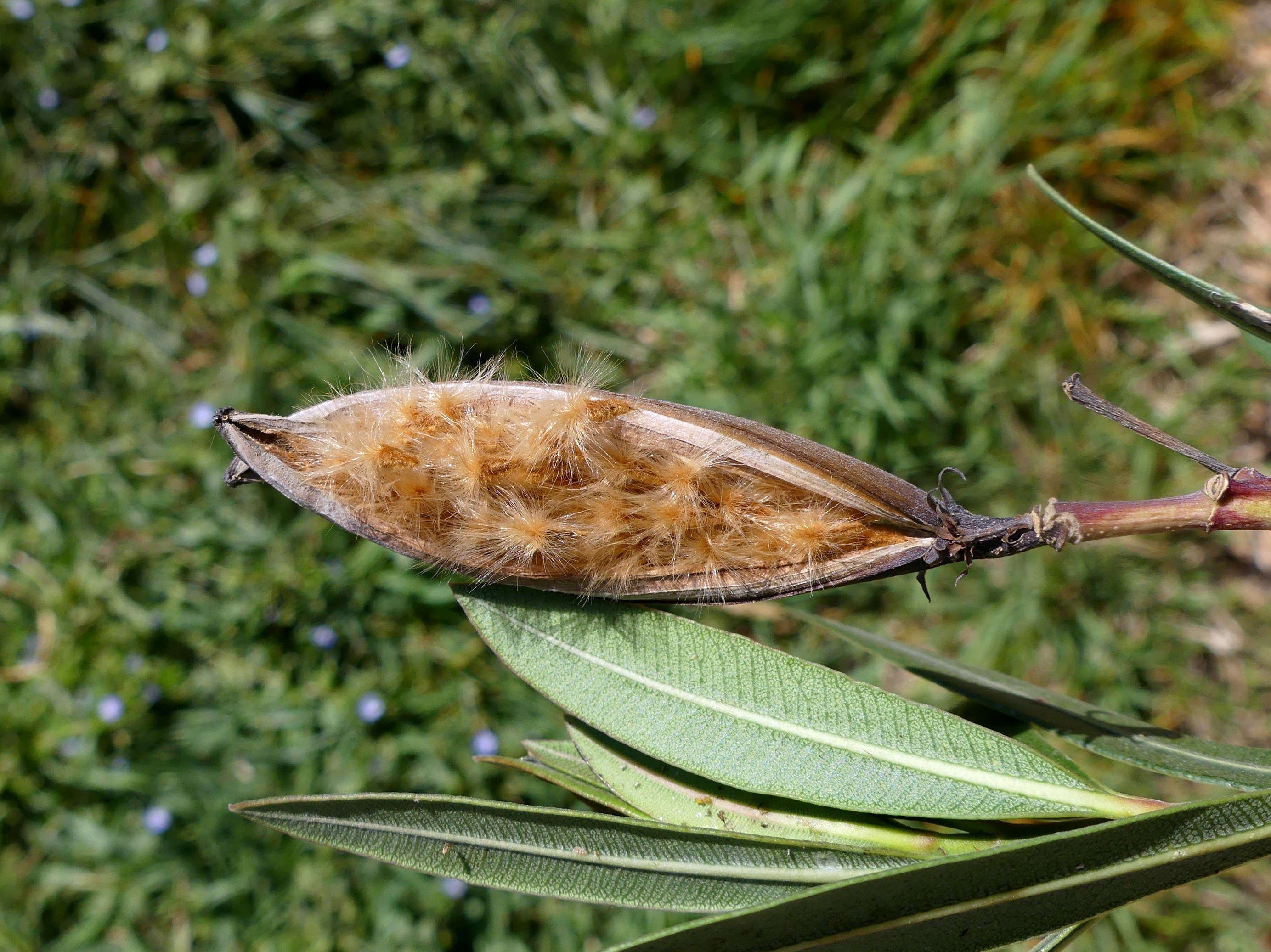
Samen des Oleanders

- Verschiedene Samen mit Behaarung: a. Epilobium (Samenhaare)[6]
 b. Ungleiche Pappus bei Thrincia hirta
 c. Tamarix (Samenhaare)
 d. Salix (Samenhaare)
 e. Eriophorum (Haare vom Perianth; kein Pappus, keine Samenhaare)[7][8]
 f. Typha (Haarschopf vom Perigon; kein Pappus, keine Samenhaare)
- Samen von Alstonia scholaris mit doppeltem, beidseitigem Haarschopf
- Samen von Strophanthus hispidus mit Samenhaaren, Haarkrone auf einem „Träger“, Granne; Nr. 10a (links oben)[9]
- Samen des Oleanders